# Penn Hills
Penn Hills é uma municipalidade localizada no estado norte-americano da Pensilvânia, no Condado de Allegheny.

## Demografia
Segundo o censo norte-americano de 2000, a sua população era de 46.809 habitantes.

## Geografia
De acordo com o United States Census Bureau tem uma área de 50,0 km², dos quais 49,3 km² cobertos por terra e 0,7 km² cobertos por água.

## Localidades na vizinhança
O diagrama seguinte representa as localidades num raio de 8 km ao redor de Penn Hills.